# Phyle infusca
Phyle infusca är en fjärilsart som beskrevs av Frederick H. Rindge 1990. Phyle infusca ingår i släktet Phyle och familjen mätare. Inga underarter finns listade i Catalogue of Life.